# Доналд Глоувър
Доналд Глоувър (на английски: Donald Glover) е американски рапър, актьор, режисьор, сценарист, комик и текстописец. Като рапър е известен с псевдонима си Childish Gambino.

## Кариера
Придобива известност с комедийната група Derrick Comedy, в която участва, и Тина Фей, с чиято помощ на 23 години става сценарист на комедийния сериал Рокфелер плаза 30. По-късно участва в ситкома Community по NBC. Към 2016 година е създател и актьор в сериала Атланта.
Освен като актьор, Глоувър има и силно успешна кариера като рап изпълнител, като издава общо три албума в периода 2011 – 2016 година. За сингъла си – „3005“ е номиниран за 2 награди Грами.

## Дискография

### Студийни албуми
- Camp (2011)
- Because the Internet (2013)
- Awaken, My Love! (2016)

### Сингли
- 2012: Bonfire (US: )
- 2012: Heartbeat (US: )
- 2013: 3005
- 2014: Crawl (Featuring Kai & Mystikal)
- 2014: Sweatpants (US: )
- 2014: Sober
- 2016: Me and Your Mama
- 2016: Redbone
- 2018: This is America

## Избрана филмография

### Актьор
- 2006 – 2007, 2009, 2012: Рокфелер плаза 30 (4 епизода)
- 2009: Mystery Team
- 2009 – 2014: Community (89 епизода)
- 2011: Мъпетите
- 2013: Момичета (2 епизода)
- 2013: The To Do List
- 2014: Alexander and the Terrible, Horrible, No Good, Very Bad Day
- 2015: Ефектът на Лазар
- 2015: Професия: Стриптизьор 2
- 2015: Марсианецът
- 2016 – 2022: Атланта
- 2018: Solo: A Star Wars Story
- 2018: Spider-Man: Homecoming

### Режисьор
- 2016 –: Атланта